# 大吻電鰻
大吻電鰻，為輻鰭魚綱電鰻目大吻電鰻科的其中一種，為亞熱帶淡水魚类，分布於南美洲東北部沿岸淡水流域，體長可達100公分，棲息在底中層水域，生活習性不明。

## 扩展阅读
維基物種上的相關：大吻電鰻